# Khuzayma ibn Khàzim
Khuzayma ibn Khàzim ibn Khuzayma at-Tamimí, també conegut senzillament com a Khuzayma ibn Khàzim, fou ostikan d'Armènia vers el 785-786 i 801-802.
El seu govern és jutjat diferent segons els historiadors àrabs o armenis: per uns va mantenir l'ordre i pels altres fou cruel.
Una de les seves primeres decisions va ser empresonar els tres germans Arzerunis: Hazamasp, Isaac i Meruzanes Arzeruni, que van romandre tancats uns tres anys i després se'ls va exigir abjurar o morir. Hamazaspes i Isaac van preferir morir, però Meruzanes va preferir convertir-se a l'islam.
Després va fer arreglar les vies de comunicacions, especialment la de Dvin a Nakhtxivan.
El 786 el va succeir Yússuf ibn Raixid as-Sulami.
El seu segon govern (vers 801-802) va incloure també altres regions, i fou en temps del califa Harun ar-Raixid. Va durar menys d'un any. Va coincidir amb el patriarca Hovsep II de Pharpi conegut com a Havsep Karidj. Una moneda seva a Bardaa porta la data del 804 però no consta que fos governador per tercera vegada. Hauria ocupat temporalment Tiflis i podria ser el Khosro de la "Crònica Georgiana".